# Вилхелм III фон Хенеберг-Шлойзинген
Вилхелм III (IV) фон Хенеберг-Шлойзинген (на немски: Wilhelm III (IV) von Henneberg-Schleusingen) е граф на Хенеберг-Шлойзинген от фамилията на графовете на Хенеберг от 1444 до 1480 г.

## Живот
Роден е на 12 март 1434 година. Той е син на Вилхелм II фон Хенеберг (1415 – 1444) и графиня Катарина фон Ханау (1408 – 1460), вдовица на граф Томас II фон Ринек († 1431), дъщеря на граф Райнхард II фон Ханау (1369 – 1451). По-голям брат е на Йохан II (1439 – 1513) от 1472 г. абат на манастир Фулда.
Вилхелм III управлява Графство Хенеберг от 1444 до 1480 г. след смъртта на баща му при лов. През 1463/1464 г. имперският град Швайнфурт дава на Вилхелм службата имперски фогт и го приема като господар-закрилник. Той помага на поклоничества до Светите земи, на строежа на църкви и основаването на манастири.
Вилхелм умира на 25 май 1480 година в Салурн, Италия, по време на завръщането му от поклонение до Рим. Погребан е в графската гробница в манастир Весра и през 1482 г. е преместен в катедралата на Болцано.
Както баща му той оставя само непълнолетни деца, но вдовицата му Маргарета фон Брауншвайг-Волфенбютел поема регентството на синовете им Волфганг I и Вилхелм VI и успява да им осигури наследството.

## Фамилия
Вилхелм III се жени на 5 ноември 1469 г. във Волфенбютел за херцогиня Маргарета фон Брауншвайг-Волфенбютел (* 1451; † 13 февруари 1509), дъщеря на княз Хайнрих II фон Брауншвайг-Волфенбютел от род Велфи (1411 – 1473) и на Хелена фон Клеве (1423 – 1471), дъщеря на херцог Адолф II. Те имат децата:
- Волфганг I (* 1470; † 27 декември 1484)
- Хелена (* 1 септември 1473; † 1475)
- Вилхелм V (* 1474; † 29 септември 1474)
- Катарина (* 1475; † 14 октомври 1484, манастир Велтингероде)
- Маргарета (* ок. 1475; † 20 февруари 1510, манастир Алтенберг), омъжена на 4 ноември 1492 г. за Бернхард III фон Золмс-Браунфелс, господар на Мюнценберг, императорски съветник (* 1 август 1468; † 3 март 1547, манастир Алтенберг), син на граф Ото II фон Золмс-Браунфелс (1426 – 1504) и на Анна фон Насау-Висбаден († 1480)
- Вилхелм IV (VI) (* 29 януари 1478; † 24 януари 1559), женен през февруари 1500 г. за маркграфиня Анастасия фон Бранденбург (1478 – 1557)
- Попо XI (* 17 март 1479; † 24 май 1483)
- Ернст (* 18 август 1480; † 18 юли 1488